# Prionus heroicus
Prionus heroicus là một loài bọ cánh cứng trong họ Cerambycidae.